# Angenelle Thijssen

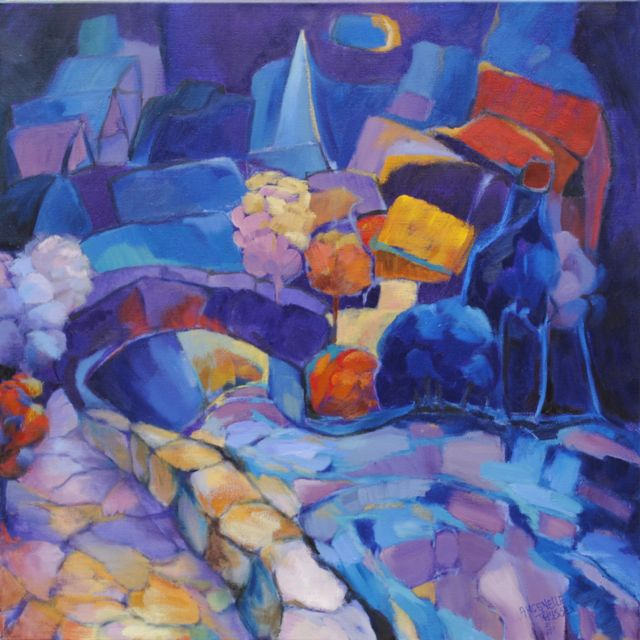
Amélie-les-Bains (2010), 70×70 cm

Angenelle Thijssen (Breda, 1961) is een Nederlandse beeldend kunstenaar, die zich voornamelijk bezighoudt met schilderen, houtsneden en glaskunst. In een non-figuratieve stijl schildert ze vooral landschappen met kleurrijke beelden.

## Levensloop
Na het behalen van het diploma gymnasium-β studeerde Thijssen van 1980 tot 1985 aan de Academie voor Beeldende Vorming in Tilburg, waar schilderen en grafiek haar belangstelling trokken. Ze kreeg les van onder anderen Nico Molenkamp, Ru van Rossum, Marlene Dumas, Toon Verhoef en René Daniëls. Zij verwierf daar ook de eerstegraads bevoegdheid tekenen en kunstgeschiedenis.
In 1988 en 1989 volgde ze een studie in het Grafikatelier van de Internationale Sommerakademie in Salzburg bij Werner Otte. In de schilderkunst verdiepte zij zich door een jaar te studeren bij Ber Mengels aan de Vrije Academie Werkplaats voor Beeldende Kunsten in Den Haag. Haar werkterrein werd uitgebreid met glaskunst sinds zij zich in 2012 in deze tak van kunst eigen maakte bij het Glasatelier Van Tetterode Glas BV in Amsterdam.
Thijssen verzorgt verder met enige regelmaat cursussen en inleidingen in de kunst en kunstgeschiedenis. Vaak in samenwerking met de etser Han van Hagen organiseert ze ook kunstreizen naar Vlaanderen, Parijs, Berlijn, Londen, Rome, Florence, Toscane en Umbrië.

## Ontwikkeling en werken

### Schilderijen

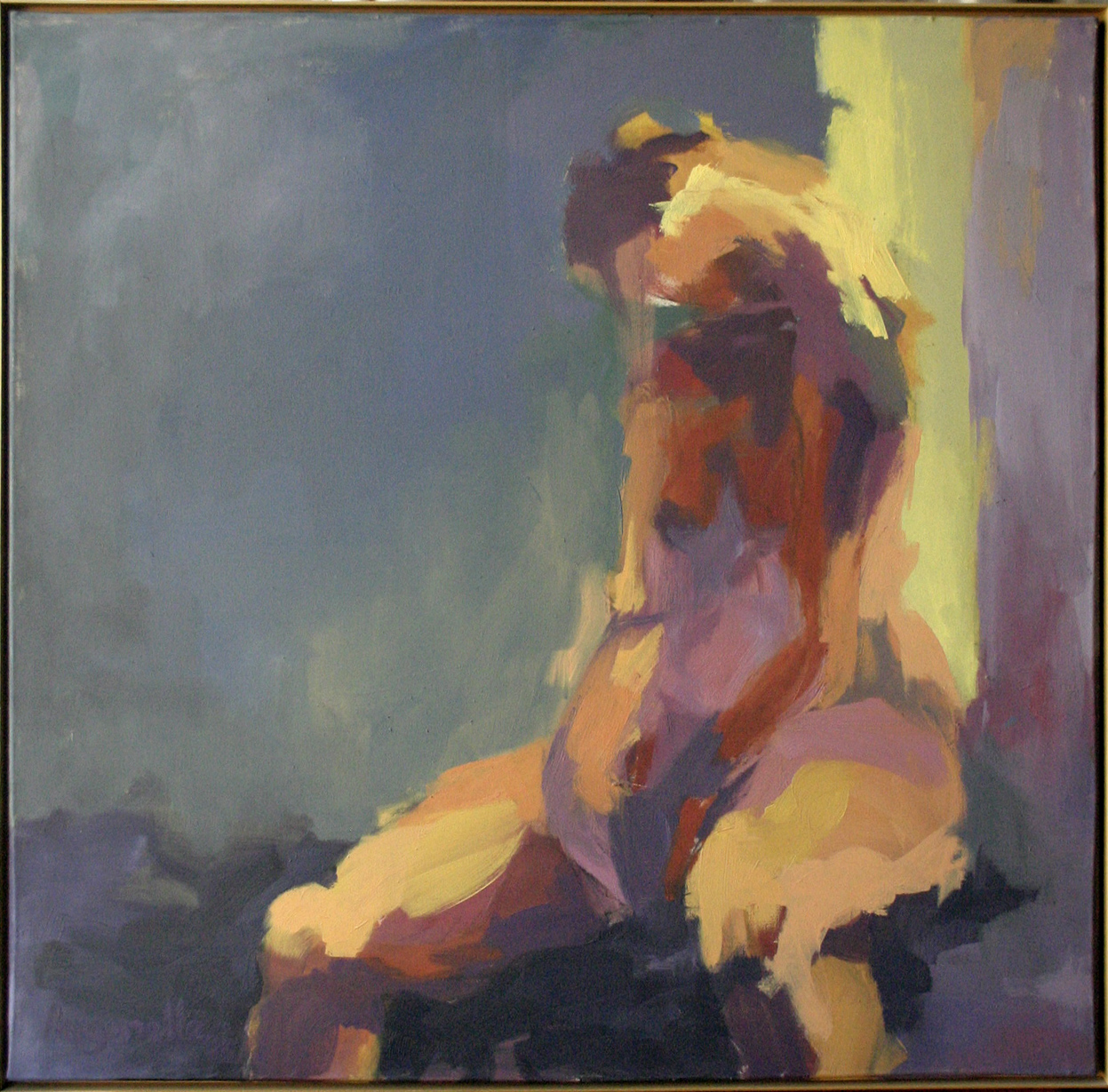
Woman in Purple (1989), 95x95cm

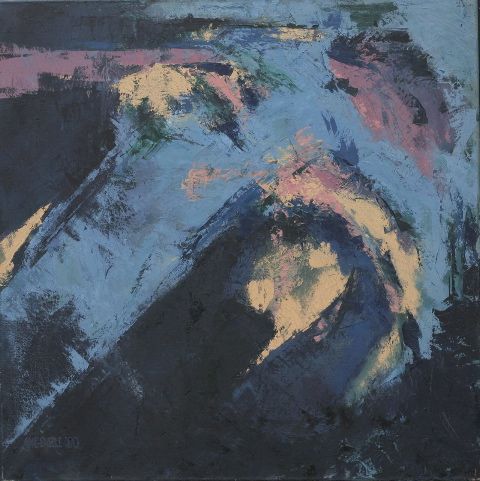
Blue-Hope (1990), 95x95cm

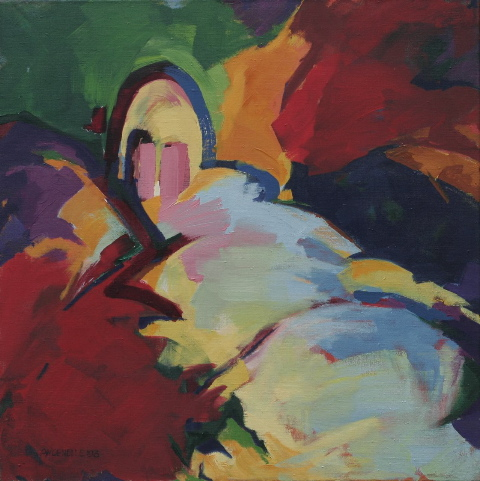
Camino de Manquiri (1993), 95x95cm

De eerste jaren na haar afstuderen hield zij zich bezig met het schilderen van mensfiguren. Daarna volgde zij de non-figuratieve trend in de kunst en probeerde zonder figuratie haar boodschap uit te dragen. Dit leidde tot kleurrijke beelden, die tot de lyrisch abstracte kunststroming te rekenen zijn. Opdrachten voor een aantal houtsneden brachten haar ertoe toch weer figuratieve elementen, nu landschappelijke, in haar doeken en prenten op te nemen, zij het in gestileerde vormen en een blijvend abstracte opzet. Haar werken laten dan dicht bij elkaar gelegen tonen zien, terwijl de verf hetzij droog en rul of meer pasteus wordt opgebracht. Met heldere kleuren en uitbundig gebruik van licht poogt Thijssen sfeer en emotie op te roepen. Dit werken op de grens van figuratie en abstractie geeft haar recentere werk een zeker expressionistisch karakter. Haar inspiratie put zij uit de natuur van haar woonomgeving zowel als uit waarnemingen tijdens haar verblijven in de mediterrane landen.

### Houtsneden
De houtsneden van Angenelle Thijssen zijn volledig met behulp van houten stempels opgebouwd, waarbij elke kleur met een aparte stempel wordt aangebracht. De over elkaar gedrukte semi-transparante lagen leveren een karakteristieke kleurschakering op. Zij wil daarbij op een 'persoonlijke, gevoelige' wijze gebruikmaken van de nerf van het hout.

### Toegepaste kunst
Angenelle Thijssen vervaardigde dessins voor een Belgisch modehuis.

### Glaskunst
Vanuit haar kleuronderzoek in haar schilderijen en houtsneden kwam Thijssen in de glaskunst terecht. Aanvankelijk dacht zij aan een soort schilderijen van glas, die zowel als venster maar ook als objecten gezien kunnen worden. Het nieuwe hierbij is dat de kleuren waarmee zij werkt door het doorvallende licht de ruimte in ‘geprojecteerd’ worden, een effect waarnaar zij reeds lang zocht. Uitgangspunt is een “puzzel” van stukjes gekleurd glas die aan en op elkaar gelegd worden in een van tevoren ontworpen patroon.
Hierbij kunnen kleuren en tonen gemengd worden door het ontwerp uit minimaal drie (maar soms vier of vijf) lagen gesneden stukjes glas op te bouwen. Deze lagen van de losse puzzelstukjes glas worden op elkaar in de oven gelegd die vervolgens in een 48 uur durend stook- en afkoelproces aan elkaar smelten. (“fusing”). “Vlakke” kunstwerken worden  na de stookfase verlijmd op float of gehard glas.
Ruimtelijk werk in glas, vrijstaande glazen beelden,  worden verkregen door een in een eerste stook verkregen gekleurde glasplaat in een tweede stook over een van tevoren vervaardigde mal te leggen en zodanig te verhitten (800 °C) dat deze zacht wordt en zich door de mal laat vormen (slumping). Een voorbeeld van Thijssens werk is te zien in de bibliotheek van IJsselstein.

### Exposities
Van de exposities zijn de belangrijkste:
- 2016 Museum IJsselstein, IJsselstein
- 2010 Galerie van Rossum te Breda.
- 2008 Galerie en Beeldentuin DeHullu, Gees
- 2007 Het Gorcums Museum, Gorinchem
- 2002 Leyden Art Fair, Leiden i.s.m. Galerie Collect Art, Amersfoort/Ootmarsum
- 2000 De Lakenhal, Herentals, België
- 1998 Stadsmuseum, IJsselstein
- 1996 Grafiekwinkel INKT, Den Haag
- 1994 Galerie de Boog, IJsselstein
- 1992 Prentenkabinet Rijksmuseum Amsterdam

### Collecties
Werk van Angenelle Thijssen bevindt zich in
- Het Prentenkabinet van het Rijksmuseum Amsterdam
- Het Stadsmuseum IJsselstein; collectie “Rivierenland”
- Diverse collecties van particulieren en bedrijven
- Glaskunstobject in de Openbare Bibliotheek te IJsselstein

## Externe links

Schilderijen
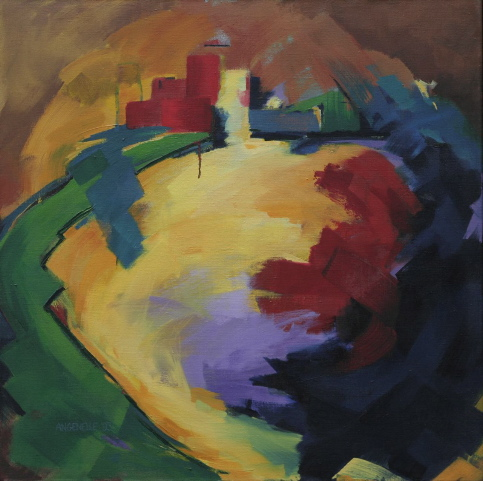
Angenelle Thijssen: El-Pueblo. 1993, 95 x 95 cm
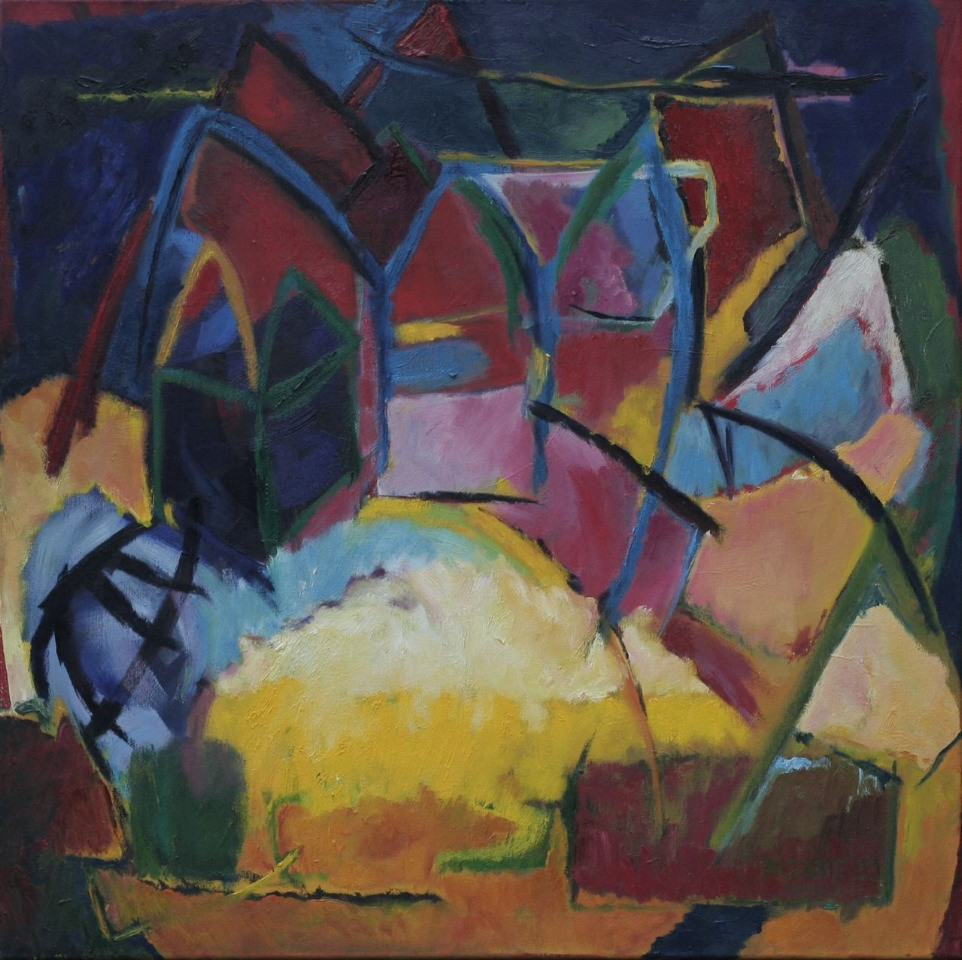
Angenelle Thijssen: Laguna. 1999. 90 x 90 cm.
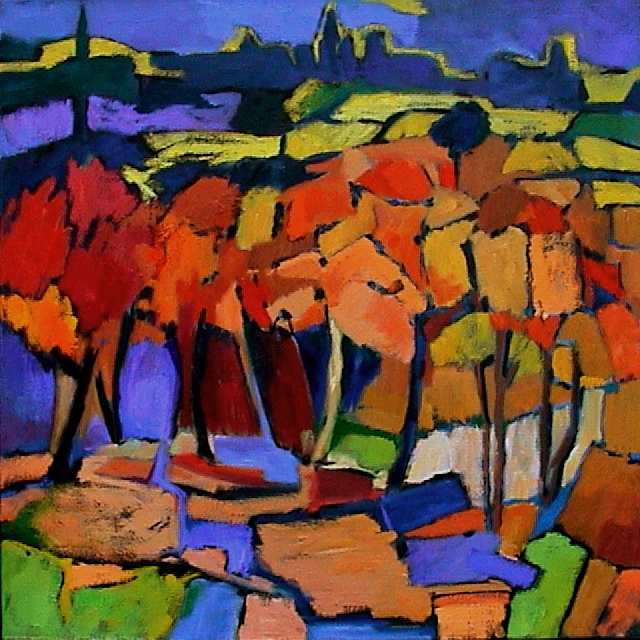
Angenelle Thijssen: Nocturne in paars. 2001. 95 x 95 cm.
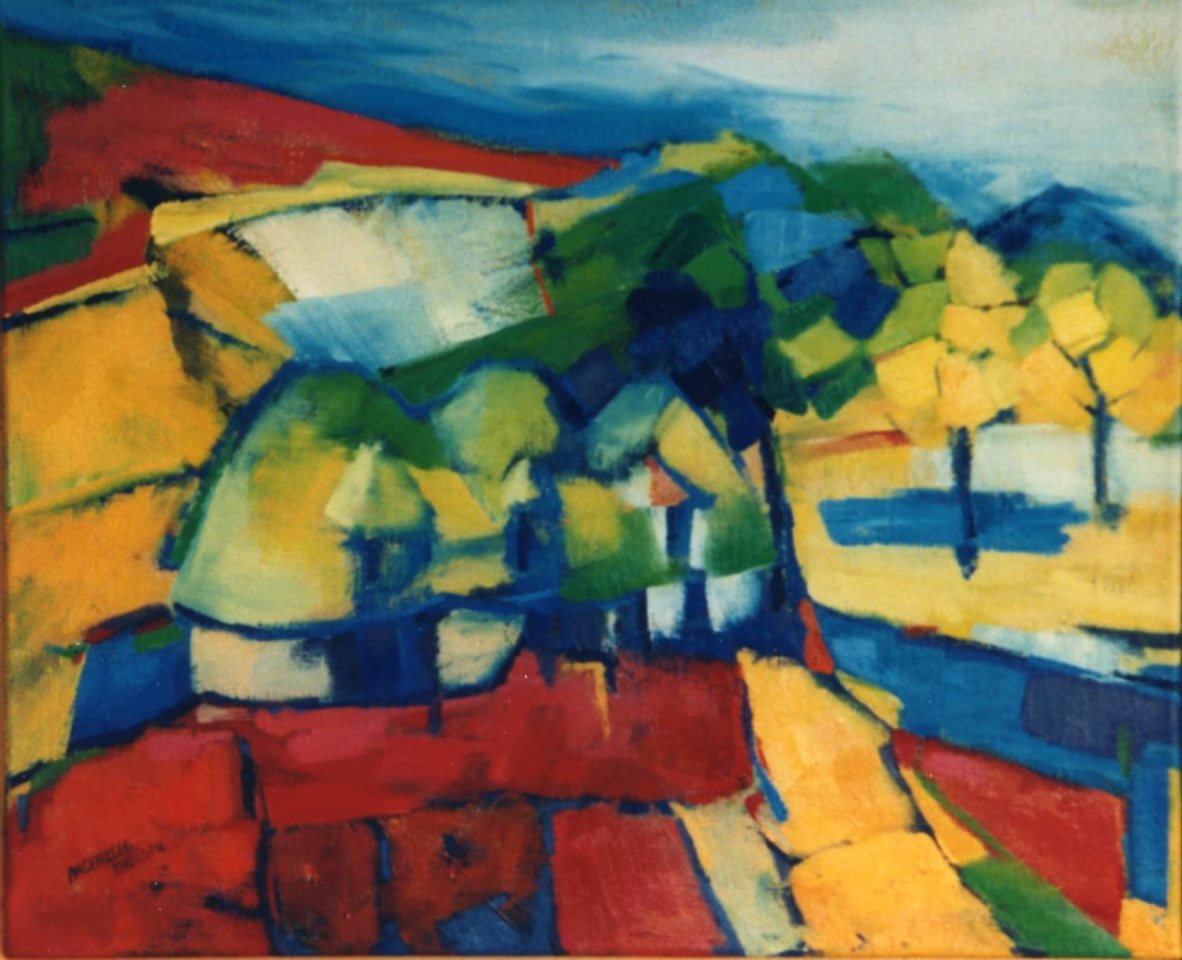
Angenelle Thijssen: Les Cabanes. 2003. 50 x 60 cm.
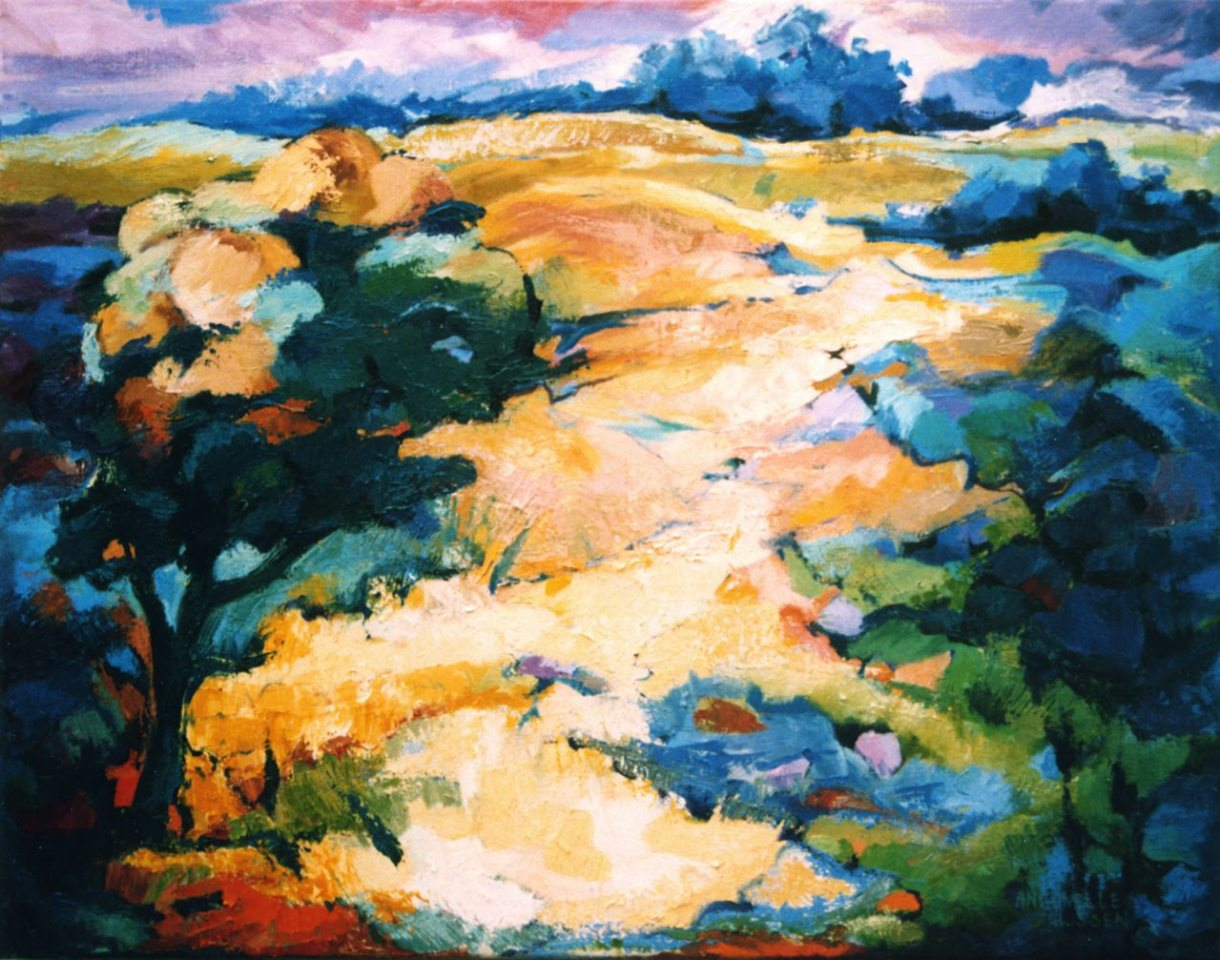
Angenelle Thijssen: Heidegrond. 2006. 70 x 90 cm.
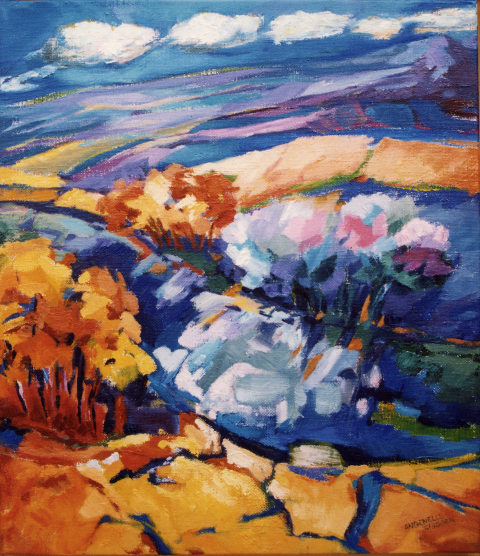
Angenelle Thijssen: The river. 2006. 50 x 60 cm.
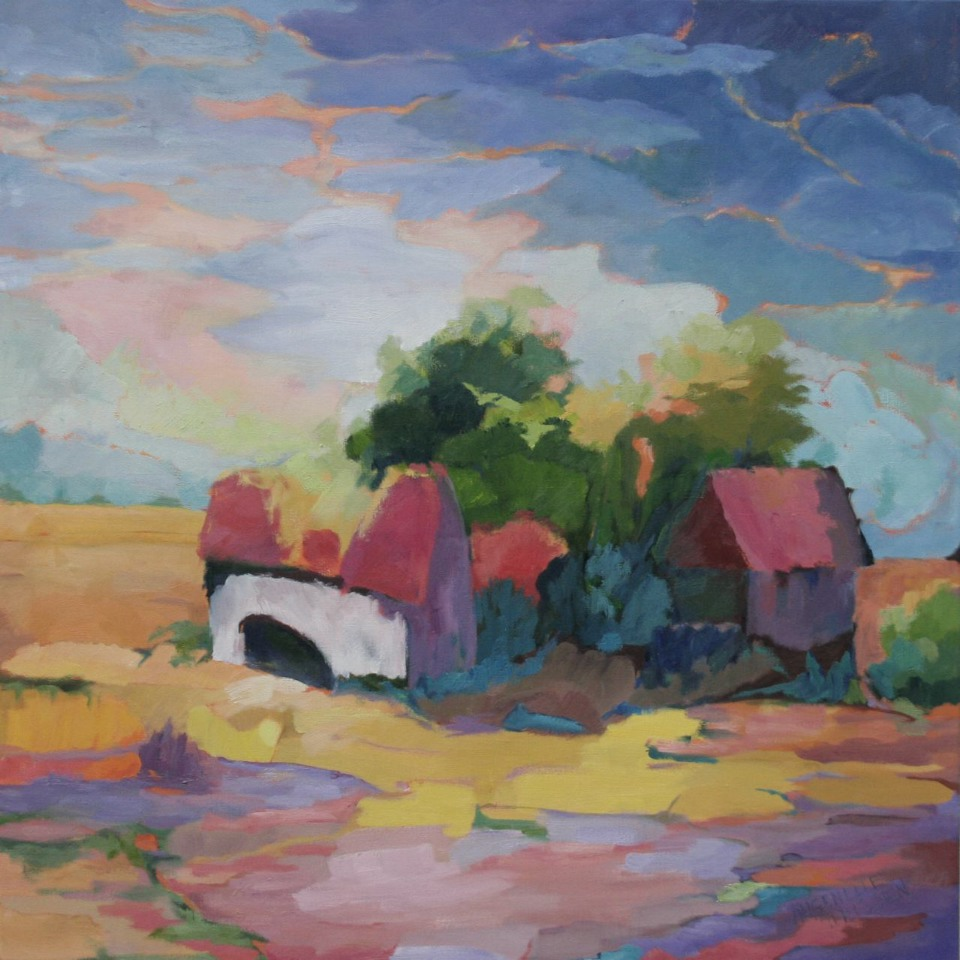
Angenelle Thijssen: Melancholie. 2008. 100 x 100 cm.
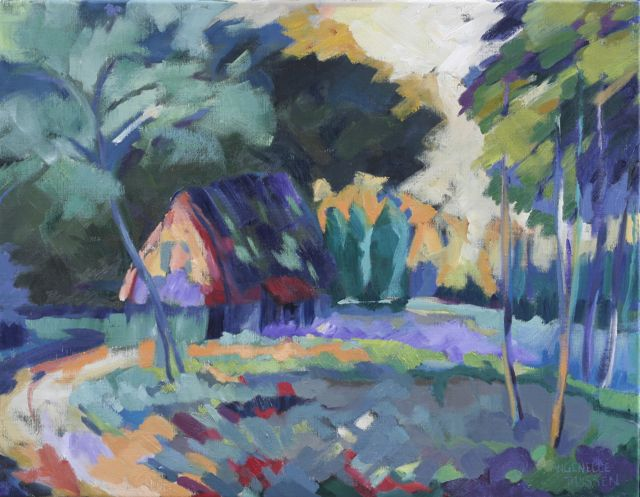
Angenelle Thijssen: Het achtererf. 2009. 90x70 cm.
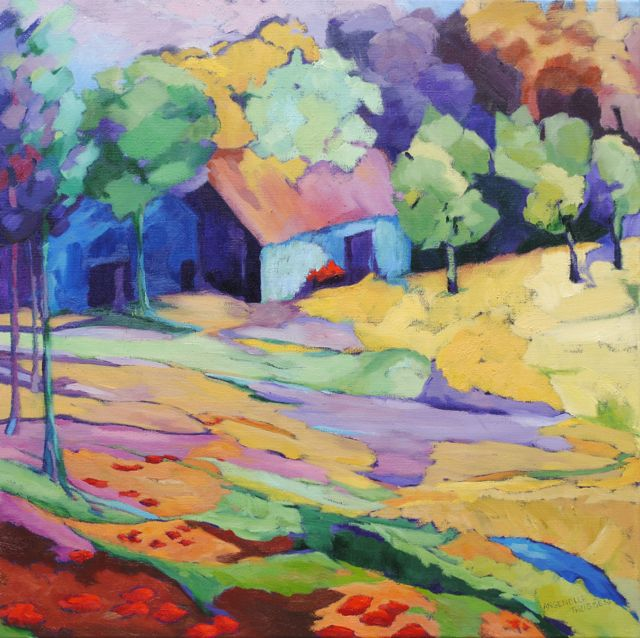
Angenelle Thijssen: Pensant au Larderet. 2010. 70x70 cm.
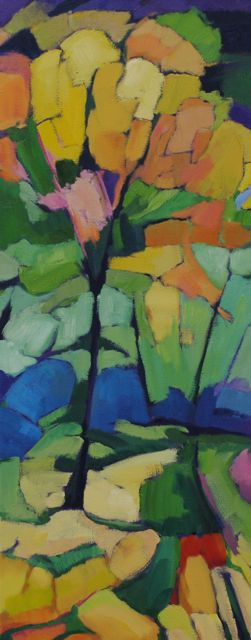
Angenelle Thijssen: De drie gratiën, c'est la vie (links). 2010. 40x100 cm.
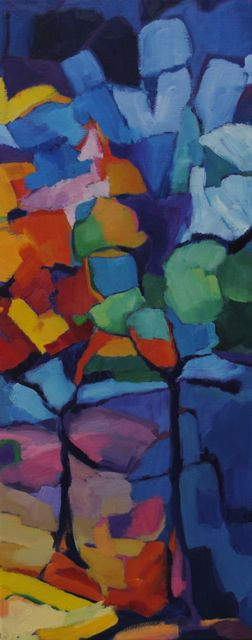
Angenelle Thijssen: De drie gratiën, c'est la vie (midden). 2010. 40x100 cm.
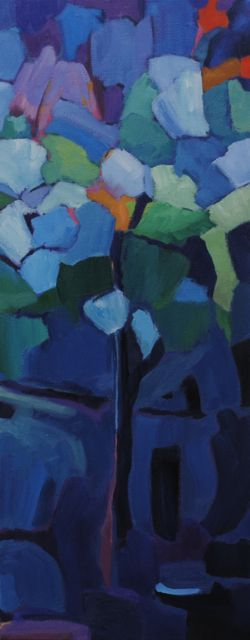
Angenelle Thijssen: De drie gratiën, c'est la vie(rechts). 2010. 40x100 cm.

Houtsneden
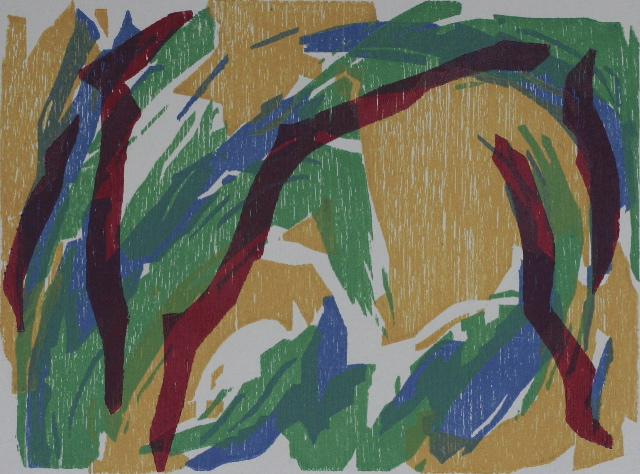
Angenelle Thijssen: De-dans. Hommage à Matisse. 1991. 16 x 21 cm.
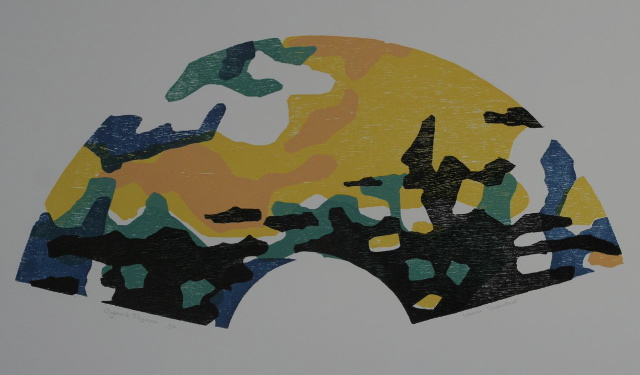
Angenelle Thijssen: Waaierprent "Dreamland". 1992. 40 x 55 cm.
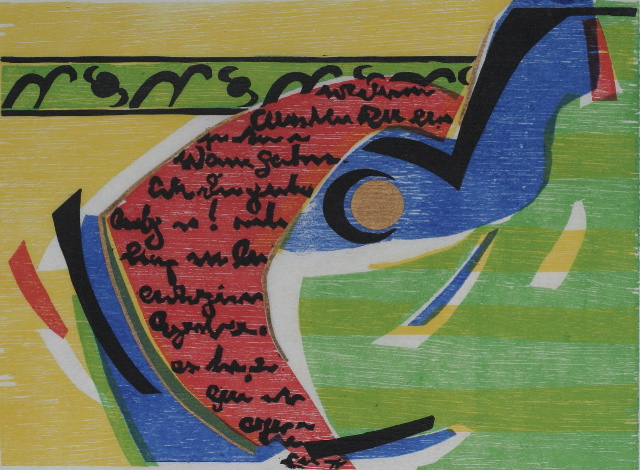
Angenelle Thijssen: Het verhaal van de wassende maan. 1995. 16 x 21 cm.
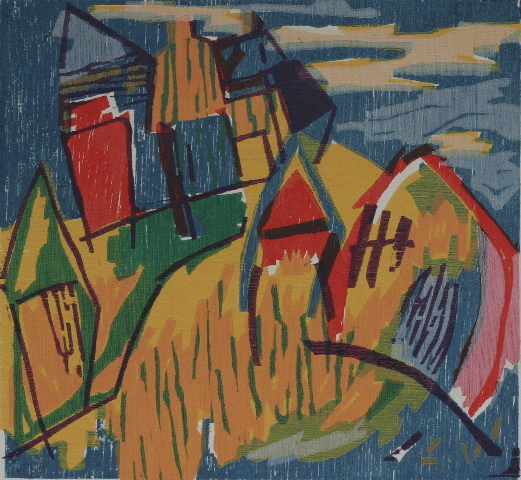
Angenelle Thijssen: Le village. 1998. 17 x 19 cm.
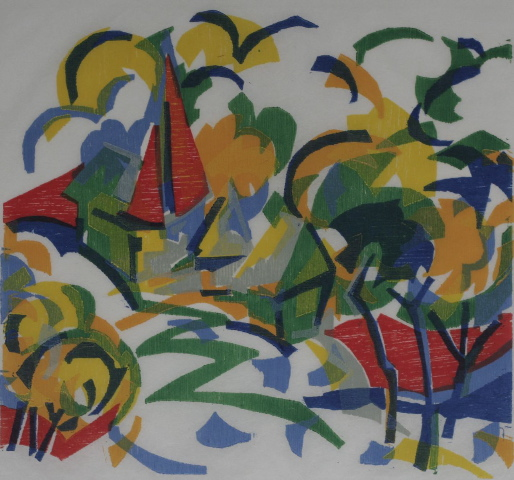
Angenelle Thijssen: Bij de dorpskerk. 2000. 22 x 24 cm.
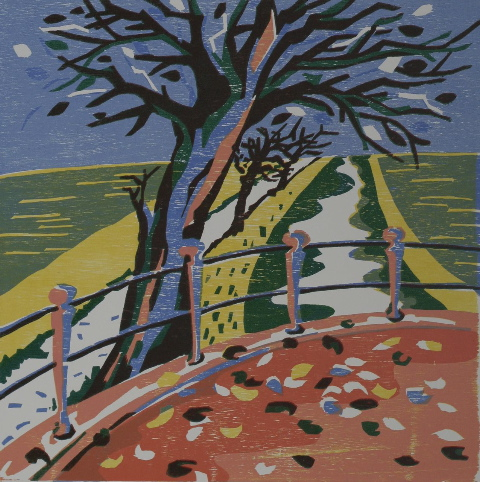
Angenelle Thijssen: Herfst. 2004. 40 x 40 cm.
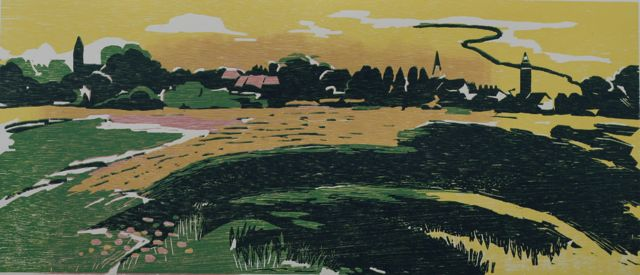
Angenelle Thijssen: Skyline. 2008. 30 x 70 cm.
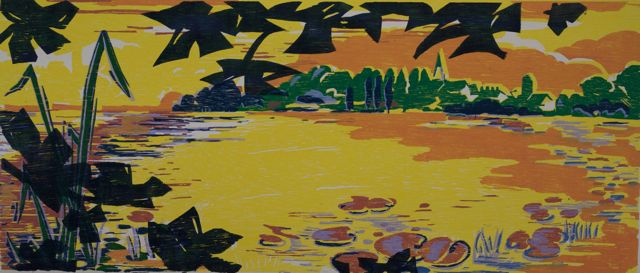
Angenelle Thijssen: Zicht over het water. 2008. 30 x 70 cm.
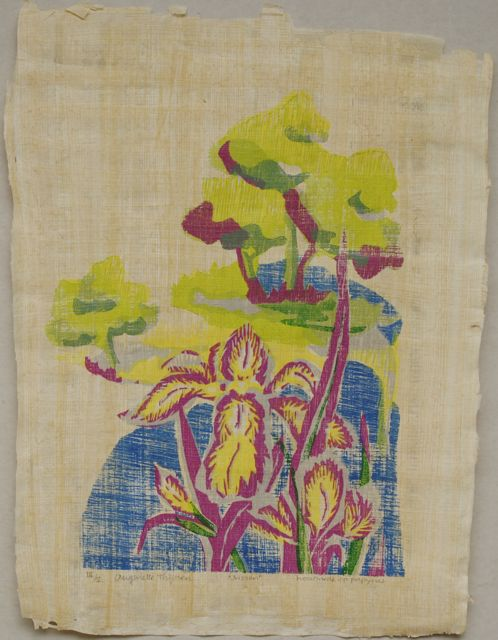
Angenelle Thijssen: Irissen. 2009. 30 x 20 cm.

Glaskunst
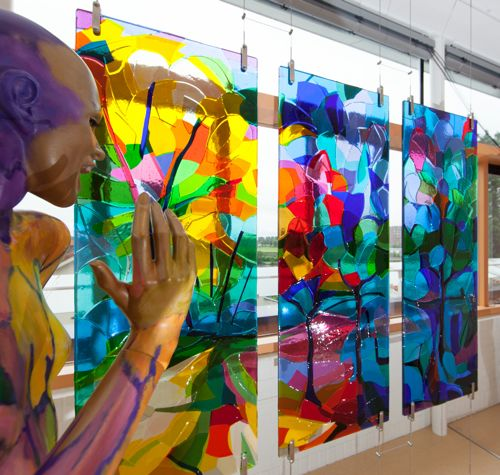
C'est la Vie
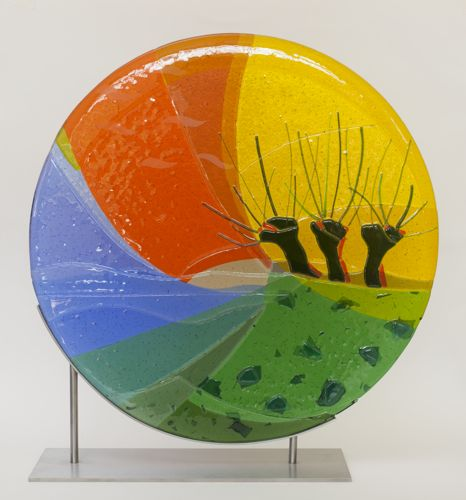
Trofee
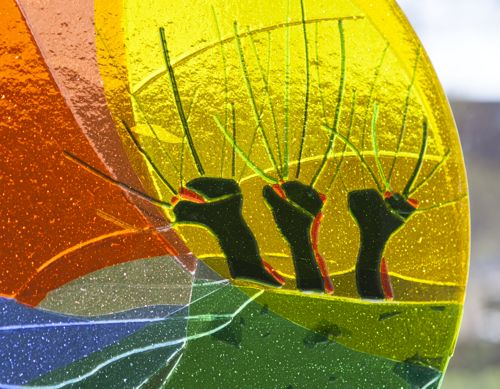
Detail Trofee
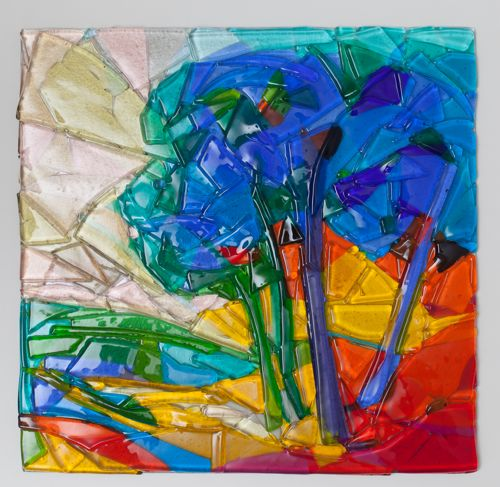
Coloured landscape
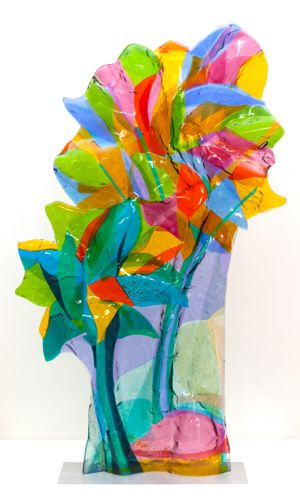
Boomgroep doubled
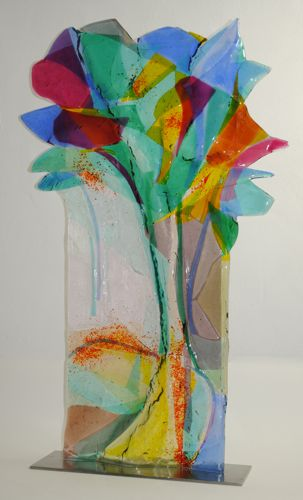
Boomgroep Sparkling Colours
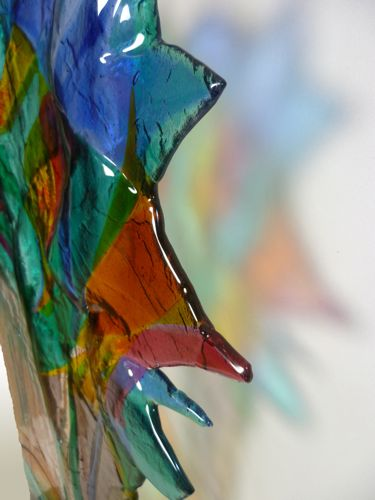
Sparkling Colours detail
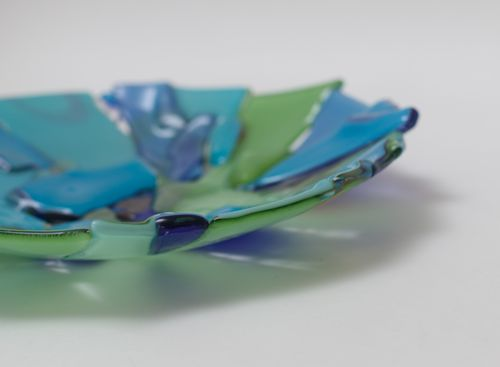
Schaal kobalt randjes
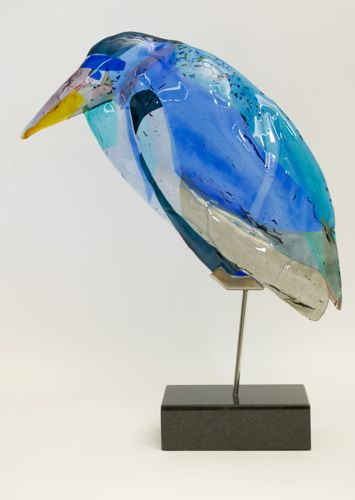
Reiger